# چانه
در کالبدشناسی انسان و ادبیات عامیانه، به پایین‌ترین بخش صورت، چانه گفته می‌شود.
تورفتگی میان چانه، زَنَخ نام دارد و در ادبیات به چانه زنخدان نیز گفته می‌شود.
چانه دو قسمت آرواره زیرین را به هم چسبانده و نگه می‌دارد. بر روی چانه مردان ریش می‌روید.

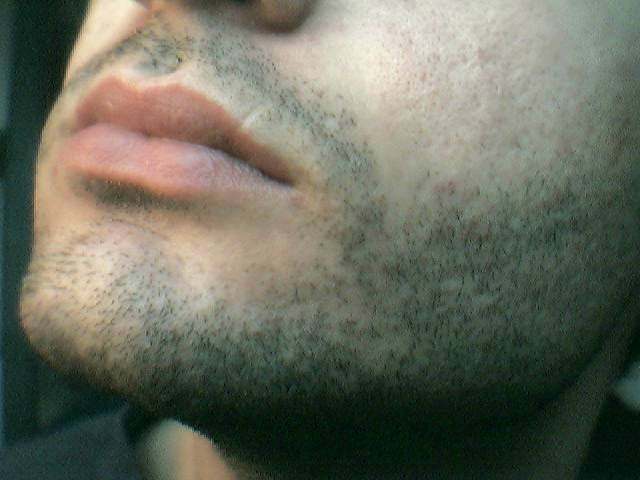
چانهٔ یک مرد.